# Rotfilz
Das Rotfilz ist ein Moor und Naturschutzgebiet im niederbayerischen Landkreis Regen.
Es liegt in etwa 600 m Höhe in der Talsohle des Großen Regens nordwestlich von Ludwigsthal in der Gemarkung Rabenstein auf dem Gebiet der Stadt Zwiesel. Das Moor befindet sich gegenüber der Mündung der Großen Deffernik in den Regen. Es hat eine Größe von etwa 40 Hektar. Davon wurden am 17. Mai 1973 13,5 Hektar als Naturschutzgebiet ausgewiesen.
Das Rotfilz wird südlich vom  Stegaubachl begrenzt. Es liegt einem Untergrund aus pleistozänem Hanglehm und Flusserde über Cordierit- und Biotit-Gneis auf. Der größte Teil des Moores ist forstlich genutzt und von Entwässerungsgräben durchzogen. Im Naturschutzgebiet bemüht man sich durch Füllmaterial um eine Moorrenaturierung. Das Kerngebiet von etwa fünf Hektar zeichnet sich durch seine etwa zehn Meter hohen Exemplare der Moor-Spirke (Pinus mugo subsp. rotundata), einer Unterart der Bergkiefer aus.